# Illés Béla Labdarúgó Akadémia
Az Illés Béla Labdarúgó Akadémia (közhasználatú nevén Illés Akadémia a Szombathelyi Haladás labdarúgóklub akadémiája. Nevét Illés Béláról kapta.

## Története
Az egykori válogatott labdarúgót, Illés Bélát az ő nevét viselő szombathelyi futballakadémia alapítására kérték fel. 2007-ben korábbi labdarúgótársaival, Halmai Gáborral, Csertői Auréllal, Kuttor Attilával, Kóbor Lászlóval (ő nem labdarúgó) és az önkormányzattal közösen megalapította a nevét viselő és Haladás FC-hez kötődő szombathelyi Illés Béla Football Akadémiát.[forrás?]

## Szakmai stáb
- Illés Béla – akadémia igazgató
- Halmai Gábor – alapító igazgató
- Tóth Miklós – ügyvezető
- Bakos Roland – akadémia szakmai igazgató
- Keszthelyi Dávid – technikai igazgató
- Szabó Ákos – programkoordinátor
- Orbán Attila – vezető erőnléti edző

## Neves játékosai
- Koman Vladimir
- Kovács István
- Kiss Tamás
- Batik Bence
- Bolla Gergő
- Dombó Dávid
- Gyurján Bence
- Jagodics Márk
- Jancsó András
- Kiss Bence
- Lévay Gergely
- Medgyes Zoltán
- Németh Márió
- Radó András
- Rácz Barnabás
- Tamás Krisztián
- Tihanyi Olivér
- Ugrai Roland
- Zsirai Martin
- Puskás Martin
- Schäfer András
- Varga Barnabás